# Mustawfi
|  | Aquest article tracta sobre títol de funcionari. Si cerqueu l'historiador i geògraf persa, vegeu «al-Mustawfi». |

Mustawfi era un funcionari islàmic medieval encarregat de la comptabilitat i actuant com a comptable general. El títol va aparèixer amb els gaznèvides i després els seljúcides. Sota els mongols l'ofici corresponia a un superintendent de finances provincials. Sota els timúrides, safàvides i qajars els mustawfis eren secretaris d'estat encarregats dels comptes del tresor públic. La funció va existir també a Egipte sota fatimites i aiúbides, però amb un rang inferior.